# Ojciec Szpiler
Ojciec Szpiler (chorw. Svećenikova djeca) – chorwacko-serbsko-czarnogórski komediodramat z 2013 roku w reżyserii Vinko Brešana.

## Fabuła
Don Fabijan jest młodym księdzem, który przybywa do parafii położonej na małej adriatyckiej wyspie. W celu przeciwdziałania spadkowi dzietności w okolicy, ksiądz postanawia nakłuwać prezerwatywy zanim zostaną sprzedane. Pomagają mu w tej misji kioskarz Petar i aptekarz Marin.

## Obsada
- Krešimir Mikić jako Don Fabijan
- Niksa Butijer jako Petar
- Marija Škaričić jako Marija
- Jadranka Đokić jako Luda Ana
- Dražen Kühn jako Marin
- Goran Bogdan jako Jure
- Stojan Matavulj jako burmistrz
- Stjepan Peric jako policjant Vlado
- Ana Maras jako Wiosna
- Lazar Ristovski jako biskup
- Inge Appelt jako Strina
- Petar Atanasoski jako mały z Pave
- Ana Begic jako Verica
- Mile Blazevic jako Gashi Bedri
- Zdenko Botic jako Don Jakov
- Niko Bresan jako dzieciak z klawiaturą
- Vinko Brešan jako ratownik medyczny
- Ivan Brkić jako Luka
- Dusan Bucan jako niepełnosprawny Mikula
- Senka Bulic jako Perka
- Matej Dubravcic jako Florijan / Jose
- Filip Krizan jako Don Simun
- Branko Meničanin jako brat Ani
- Vedran Mlikota jako ojciec Kristiny
- Marinko Prga jako nauczyciel Vinko
- Ljubo Zečević jako policjant Vice
- Orijana Kuncic jako żona Vicina
- Snježana Sinovčić jako żona Lukina
- Lana Huzjak jako Kristina
- Mladen Vulić jako listonosz
- Dara Vukić jako Lucija
- Petar Marsh jako dzieciak z gitarą
- Toma Matišić jako dzieciak ze skrzypcami
- Katarina Plazibat jako dziewczyna z fletem

i inni.

## Produkcja
Zdjęcia kręcono w wiosce Prvić Šepurine na wyspie Prvić (żupania szybenicko-knińska) oraz w Zagrzebiu.